# Oberea delongi
Oberea delongi là một loài bọ cánh cứng trong họ Cerambycidae.